# Filemón
Filemon (řecky Φιλήμων) je jedním z adresátů deuteropavlovských listů, konkrétně Listu Filemonovi. Byl to zcela jistě bohatý občan, neboť si mohl dovolit mít otroka (minimálně Onezima, o jehož útěku k Pavlovi pojednává právě list Filemonovi). Přebýval v Kolosách, kde se za Pavlova působení stal křesťanem. Podle tradice se v Kolosách stal biskupem a zemřel jako mučedník.